# 大奧地利

大奧地利示意圖，它不但囊括了原本的德意志邦聯，還涵蓋了普魯士和奧地利所轄的非德意志的東部領土

大奧地利（德語：Großösterreich）是為了解決德國統一而創造的一個方案，以奧地利的利益為最優先。

## 名稱
大奧地利方案又可以稱為大奧地利計劃，還可以用發起者的名字命名為施瓦岑貝格計劃（德語：Schwarzenberg-Plan）或施瓦岑貝格-布魯克計劃（德語：Schwarzenberg-Bruck-Plan）。

## 內容
大奧地利方案是奥地利帝国的政治家在1849年至1851年間提出的政治构想，即使哈布斯堡王朝統治的所有地區都加入德意志聯邦。東中歐的大片哈布斯堡王室領土（如匈牙利和意大利北部）此前並不屬於德意志邦聯。
1849年3月9日奧地利總理費利克斯·祖·施瓦岑貝格提出，匈牙利和意大利北部的加入將大大加強奧地利在德意志聯邦的霸權。1849年10月，他的貿易部長卡爾·路德維希·馮·布魯克 （Karl Ludwig von Bruck）的考慮也朝著類似的方向發展：他設計了具有世界強國野心的相應關稅同盟的輪廓。
1849年和1850年的計劃部分被認為是真正的提議，部分被理解為當時關於德國的政治辯論中的宣傳。奧地利在法蘭克福國民議會的支持下拒絕了德意志帝國的建立，因為它過於自由並且不允許奧地利統治下其他地區的加入。它還反對普魯士在1849至1850年間建立一個更保守的聯邦國家（埃爾福特聯盟）的企圖。這個聯盟統一或團結了大多數非奧地利的德意志國家。

## 圖集

1848年的德意志邦聯各國人口佔比
大奧地利計劃下的德意志邦聯各國人口佔比，雖然奧地利將諸多非德意志民族納入邦聯，但是哈布斯堡統治下的人口在絕對和相對數量上都有了大幅提升，這大大提高了奧地利對抗普魯士的資本